# ソビエト連邦による戦争犯罪
ソビエト連邦による戦争犯罪（ソビエトれんぽうによるせんそうはんざい）では、1919年から1991年までに行われたとされるソビエト連邦の軍隊による戦争犯罪について述べる。これには常備軍（赤軍および後のソ連軍、内務人民委員部のNKVD軍）によるものが含まれる。いくつかの事案では明確な命令の下、すなわち初期ソ連政府の赤色テロの一部として犯罪行為が行われた可能性があり、その他に、ソ連による侵略や紛争に関与した国の将兵や民間人、あるいは民族解放運動に関わった者に対しソ連常備軍が報復もしくは懲罰として行ったものがある。
これらの出来事の多くは第二次世界大戦の以前および継続中に中央・東ヨーロッパ・満洲で発生したもので、ソ連占領地における捕虜の簡略処刑と集団処刑、および民間人の虐待が含まれている。資料として記録された事案はあるものの、国際刑事裁判所および、ソ連、ロシアの法廷がソ連将兵に対して戦争犯罪の責を課した例はない。

## ソビエト連邦による戦争犯罪
ソ連はロシア帝国が批准したハーグ陸戦条約の継承を認めず、1955年まで批准しなかった。このことはソ連軍による戦争犯罪行為が合理化され得る状況を作り出していた。このソビエト連邦によるハーグ条約調印の拒否は、ナチス・ドイツによるソビエト将兵の非人道的な処遇に正当性を与えることにもなった。

## ソビエト赤軍とポグロム
初期のソ連指導者により反ユダヤ主義は軽蔑され、ソ連当局は偏狭な反ユダヤ主義の牽制に多くの労力を傾注したが、1919年から1920年のポーランド・ソ連戦争とロシア内戦の間に虐殺が行われ、バラーナヴィチではこれが顕著であった。しかし、虐殺の大部分は反共主義の民族主義部隊らによって行われており、赤軍によるものとされる虐殺行為は少数であった。虐殺行為はソビエト赤軍最高司令部により厳しく非難され、罪を犯した部隊は武装解除され、集団虐殺を行った者は犯罪者とされた。

## ソビエト赤軍とNKVD
赤軍は、政治的抑圧を実施していた内務人民委員部（NKVD）の支援を頻繁に行った。NKVDの主たる機能はソ連各州の安全を保護することであり、これは「階級の敵」に対する大規模な政治的抑圧によって達成されていた。ソビエト連邦の歴史を通じ、NKVD軍は、治安部隊とグラグの看守として、交戦期間中の戦争犯罪と同様に政治的抑圧においても役割を果たしていた。特に彼らはグラグの統制維持に責任を有し、ソビエト連邦が政策に敵対的で敵と協力する可能性があると見なした複数の民族集団の集団追放と強制移住を行った（チェチェン人、クリミア・タタール人、朝鮮民族（高麗人）等）。
第二次世界大戦中、NKVDによるヨーロッパ東部、主にポーランド、バルト諸国、ルーマニア、ウクライナ等における囚人の大量処刑が行われている。これは1941年、ドイツ軍がバルバロッサ作戦を発動してソ連領内に侵入後、赤軍が撤退する際に行ったものである。犠牲者は全体で約100,000名と推測されている。ソ連軍による戦争犯罪の指摘は多く、とりわけ戦争初期および戦闘中に漸次捕虜となったドイツ空軍パイロットを対象としたものが指摘されることが多い。これはドイツ空軍の無差別爆撃によって民間人の大規模な犠牲が生じていたという要因がある。NKVD治安部隊はソビエト赤軍部隊ととも戦闘に参加し、督戦隊を含めて後方地域保全に用いられた。ソビエト赤軍に解放、もしくは占領された地域においてNKVDは大量の検挙、追放、および処刑を行った。対象者は対独協力者や非共産主義レジスタンスであり、ウクライナにおけるUPA、リトアニアの「森の兄弟」、ポーランド国内軍などであった。またNKVDは1939年から1941年の間、ポーランド軍将校捕虜の即座処刑を行っている（カティンの森事件）。
ドイツ軍をソ連領域から排斥した後の1944年後半、ソビエト赤軍はドイツ、ルーマニア、ハンガリーに侵入した。ソビエト赤軍将兵はナチス・ドイツの戦争犯罪を認識していたため、報復として降伏もしくは拘束されたドイツ将兵の処刑を頻繁に行った。略奪、民間人の殺害、強姦といったソビエト赤軍による戦争犯罪について多数の報告が存在しているが、「大祖国戦争」についてのソ連、ロシアの歴史書でこれらの戦争犯罪が言及されることは稀である。
1939年から1941年の間のソ連占領地域（ルーマニアのベッサラビア、バルト諸国、およびウクライナ西部）での民間人および捕虜に対する戦争犯罪、そして1944年から1945年の間の戦争犯罪は、それ以来、これらの地域において忘れられることはなかった。ソ連崩壊以後にはこれらの出来事に関してより体系的かつ地域主導の議論が行われており、これはソ連が1945年8月に日ソ中立条約の継続を拒否した後に占領した満州、千島列島についても同様である。

## バルト諸国

### エストニア
1940年8月6日、エストニアはソ連に正式に併合され、エストニア・ソビエト社会主義共和国と名称が変更された。1941年、エストニア人約34,000名がソビエト赤軍により強制的に徴集されたが、その内戦争を生きのびたのは30%以下であった。ドイツ軍が侵入している間に避難することができなかった政治犯はNKVDにより処刑された。当時のエストニア人口の三分の一近くにあたる300,000名以上の市民が逮捕、殺人、追放その他の弾圧を受けた。ソ連による統治の結果、エストニアは抑圧行為や移住、戦争により少なくとも200,000名、すなわちその人口の20%を失うこととなった。
ソ連による様々な抑圧行為はエストニア人たちにソ連当局に対するゲリラ戦を決起させ、これは自警団（Omakaitse）の構成員、フィンランド軍、ドイツ軍に参加していたエストニア人義勇兵経験者などで構成された「森の兄弟」により1950年代後半まで続けられた。戦争のよる人的・経済的損失に加え、1950年代後半までに市民数千名が命を失い、数百名の政治犯および数万の人々が追放された。

### ラトビア
1939年、ラトビアはソ連、ナチス・ドイツ間で結ばれた独ソ不可侵条約の犠牲となり、1940年8月5日、正式にソ連により併合された。そして残忍な傀儡政権としてラトビア・ソビエト社会主義共和国が成立、大規模な恐怖政治が行われ、市民の自由剥奪、経済システムやラトビア文化の破壊がもたらされた。全体で200,000名を越える人々がソ連によるラトビア抑圧で苦しむこととなり、その内60%程度はシベリアおよび極東のグラグに送られ、260,000名以上のラトビア人が国から逃れることを強いられた。

### リトアニア
リトアニアは他のバルト諸国と同様、独ソ不可侵条約の犠牲となり、1940年6月15日、ソ連に併合された。ソ連による併合は大規模な恐怖政治に帰着し、市民の自由剥奪、経済システムやリトアニア文化の破壊をもたらした。1940年から1941年の間にリトアニア人数千名が逮捕され、何百人もの政治犯が任意に処刑された。6月には17,000名以上がシベリアに追放された。その後、リトアニアはドイツ軍の侵攻によりドイツの占領下となったが、1944年、ソビエト赤軍によって再占領された。リトアニアにおける武力抵抗を制圧する間、ソ連当局は何千もの抵抗者および彼らを支援したとされた民間人を処刑した。約300,000名のリトアニア人が追放、もしくは政治犯として強制収容所へ送致された。ソ連統治の結果、リトアニアは780,000名近い市民を失ったと推測され、その内およそ440,000名は戦争難民であった。
またリトアニアの独立回復時の1990年、ソ連軍はヴィリニュスでデモ参加者13名を殺害した。

## ポーランド

### 1939年–41年
1939年9月、ソビエト赤軍は独ソ不可侵条約の秘密条項に基づき、ポーランド東部へ侵入、これを占領した。同様に、ソ連はバルト諸国および、ルーマニアのブコビナ北部およびベッサラビアを含む地域を占領した。

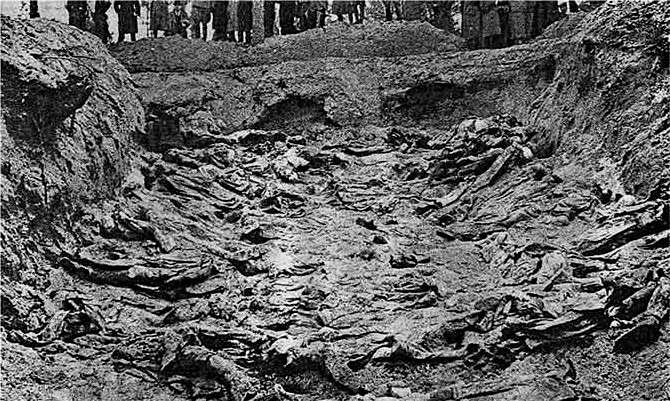
数千名のポーランド将校・警察官・知識人および市民の捕虜が殺害されたカチンの森の集団埋葬地のひとつ

これらの全ての地域においてソ連は住民に厳しく対応する方針をとり、強い民族浄化傾向を示していた。NKVDの任務部隊は占領地域から「ソビエト連邦に敵対的な要素」を取り除くために赤軍に同行しており、ポーランドの歴史家Tomasz Strzemboszはこれらの行為のナチス・ドイツのアインザッツグルッペンとの共通性を指摘している。多くの人々はNKVDから逃亡を図ったが、失敗した人々は拘留の後シベリアへ追放され、グラグに消える運命にあった。
ソ連に占領された旧ポーランド東部において、1939年から41年の間に、約150万名の住民が追放され、その63.1%がポーランド人およびその他の国籍を有する者、7.4%がユダヤ人であったが、これらのうちで戦争を生き延びることができたのは僅かである 。アメリカの大学教授、キャロル・キグリー（en）によれば、1939年にソビエト赤軍の捕虜となったポーランド将兵320,000名の内、少なくとも三分の一が殺害された。

### 1944年–45年
ポーランドにおけるナチスの極悪な統治は1944年後半、ソビエト赤軍の進撃により終了したが、新たにソ連による抑圧と交代しただけであった。ソビエト赤軍将兵はしばしば略奪や強姦などでポーランド人を襲ったため、住民たちはソ連体制を恐れ、憎んだ。
ワルシャワ蜂起中における赤軍の役割については議論が続いている。ポーランド国内軍の将兵は虐げられ、拘留されたが、多くの場合形式的な裁判の後に処刑された。アウシュビッツ強制収容所での抵抗を組織したヴィトルト・ピレツキがその一例である。
ソビエト赤軍部隊はポーランドパルチザンと民間人の行動に対抗する活動を行った。1945年8月におけるアウグストゥフでの追跡により、2,000名以上のポーランド人が拘留され、彼らのうち約600名が殺害された。
ポーランド側の資料は、ポーランドの都市でのソビエト赤軍による大規模な強姦行為が示されている。クラクフではソビエト赤軍進入の後、ソビエト将兵らは私有財産の略奪を行い、ポーランド人女性や少女に対して大規模な強姦行為を行った。資料によればこの行為はあまりに大規模なものだったため、ソ連によって任命されたポーランドの共産主義者でさえヨシフ・スターリンへ抗議の手紙を送る事態となり、教会ではソビエト赤軍撤退を切望するミサが行われた。

## フィンランド

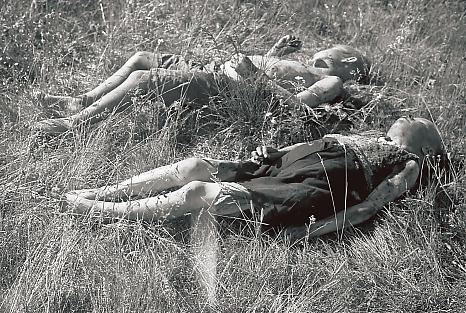
1942年、フィンランド、ラップランドで殺害されたフィンランドの子供

1941年から1944年にかけて、フィンランド・ソ連間で継続戦争が行われた。戦争の間、ソ連パルチザンはフィンランド領土へ侵入し村落などの民間目標を攻撃した。2006年11月、フィンランド当局は残虐行為を撮影した写真の機密扱いを解いたが、これらには女性、子供が殺害された写真も含まれている 。

## ソビエト連邦

### 1941年、ソビエト赤軍の撤退
1941年、枢軸軍がソ連領土に侵入したことによりソビエト赤軍は撤退したが、この時、追放・処刑・虐待・人質として拘束・村への放火が発生した。バルト諸国、ベラルーシ、ウクライナ、ベッサラビアにおいてNKVDとソビエト赤軍に付属した部隊は、進撃しつつある枢軸軍から逃亡する前に囚人や政治的対立者を大量虐殺した。

### 1943年–45年
戦いの分岐点となったスターリングラード攻防戦の後、ソビエト赤軍は東部戦線で失われていた領土を取り戻しつつあった。このため、ドイツへの協力への報復行為が発生した。フランスでは同じような状況について十分な資料があり議論や学術的な検討の対象となっているが、ソ連ではこの分野について真相がほとんど知られておらず、議論もされていない。

### 1946年–47年
何千ものロシア人、コサックおよび他の国籍者、他民族がイギリス軍、アメリカ軍の捕虜となった後に本国へ送還され、NKVDにより拘留あるいは処刑された。彼らの大部分は枢軸軍と共に戦った人々であったが、その一部にはコサックのようにソ連国民ではなかった者や女性、子供らが含まれていたという証拠も存在する。これらの人々はソ連当局によりナチスへ協力した裏切り者とみなされ、イギリス軍、アメリカ軍から引き渡されると即座に銃殺された。

## ドイツ

### 1944年–45年
歴史家ノーマン・ナイマークによれば、ソビエト赤軍部隊における新聞の論調とソビエト赤軍最高司令部の命令には、ソビエト赤軍の過剰な行為について共同責任が存在した。このプロパガンダはソビエト赤軍が全ドイツ人を罰する復讐者としてドイツへ進撃したと宣言していた。ソ連の作家、イリヤ・エレンブルクが1945年1月31日に書いた手紙には以下のことが書かれている。
「ドイツ人はオポーレ、ケーニヒスベルク、ブレスラウで処罰された。彼らは罰されたが、まだ十分ではない。一部の者に罰が下っただけで、まだ全員ではないのだ」。
ナチス・ドイツの側では、ソビエト赤軍の進撃を前に、民間人の組織的避難が行われたものの遅々たるものだった。これは祖国防衛の任に就く部隊の士気を維持するためでもあった。しかし、ドイツ民間人には東部戦線で戦闘に参加した友人や親類らの話から、ソビエト赤軍が非戦闘員を攻撃することはよく知れわたっていた。ナチのプロパガンダはネマースドルフの大虐殺といった凄惨な事件を報じ、ソビエト赤軍の残虐さを宣伝することで、市民の抵抗意志の強化を意図していたが、実際には市民にパニックを引き起こし、逆効果となった。民間人たちはナチス当局が去ると同時に、可能と見れば先を争って西へ逃亡した。1945年3月には、ニュース映画『ドイツ週間ニュース』（最終号）では、女性避難民がインタビュー形式で赤軍将兵の強姦を「bestialisch（＝けだもの）」と非難しつつ語る中、犠牲者の遺体までもが映し出されている。
進撃するソビエト赤軍の到着前に逃亡した東プロイセン、シュレージエン、ポンメルンのドイツ人の多くは、避難の途中で、寒さや飢えあるいは戦闘に巻き込まれ死亡した。犠牲者の大部分は避難民の集団がソビエト赤軍に遭遇した時に発生した。民間人は戦車による轢殺、射殺その他の手段で殺害され、また女性や少女は強姦され、遺棄された。これに加え、ソビエト空軍の戦闘爆撃機が最前線後方へ深く侵入して避難者の列を襲撃した 。
ソビエト赤軍による、ドイツ東部占領の間の地元ドイツ人らに対する暴力行為は、1945年春に占領された小都市デミーンでのような事件をしばしば起こした。デミーンでは降伏したにもかかわらず、900名近い民間人が略奪、強姦、処刑の事例を知って自殺をした。
ソビエト赤軍による民間人の大量処刑が公式報告されることは稀であったが、トロイエンブリーツェンで発生した事例は知られている。このトロイエンブリーツェンの虐殺では1945年5月1日、少なくとも88名の男性が集められて射殺された。事件はソビエト赤軍による祝勝会において多数の少女が強姦された後、何者かによってソビエト赤軍大佐が撃たれた後に発生した。
1989年、ドイツ政府によって発表された調査報告ではヨーロッパ東部でのドイツ民間人の犠牲者を635,000名と推測した。ソビエト連邦による戦争犯罪の結果によるものが270,000名、終戦後のドイツ人追放の間に各国で死亡したものが160,000名、ソ連における強制労働で死亡したものが205,000名である 。これにはベルリンの戦いで死亡した民間人少なくとも125,000名は含まれていない。
1945年、ソビエト赤軍によってベルリンが占領されると、最大規模の強姦事件が発生した。伝えられる話では女性、果てや8歳の少女までもが強姦され、犠牲者総数は数万から200万と推測されている。1945年夏以降、民間人の強姦を咎められたソビエト将兵は処罰され、逮捕や処刑が行われた。しかし1947年から1948年にかけての冬まで強姦は続き、ソ連当局はついにソビエト赤軍部隊を厳しく警備された部署やキャンプに限定して配備し、ドイツ人居住区から完全に隔離した。

### 結果
ノーマン・ナイマークは、著書『ドイツにおけるロシア人――ソ連による占領地区の歴史 1945年-1949年』The Russians in Germany: A History of the Soviet Zone of Occupation, 1945-1949 で、こうした事象は犠牲者に一生残る精神的外傷を負わせたのみならず、東ドイツの広範囲に集団的な精神外傷を与えることとなったと述べ、「ソビエト占領区域の男女の社会心理には占領の最初の日から1949年秋のドイツ民主共和国創設まで強姦という犯罪が深く刻まれており、これは現在まで続いているとさえいえるだろう」と記述している。

## ハンガリー

### 1944年–45年
ブダペスト占領の間、50,000名の女性、および少女が強姦されたと推測されている。ハンガリーの少女の大半はソビエト赤軍の宿舎に連行されて投獄、強姦され、時には殺害された。
ソビエト将兵がドイツ国内のスウェーデン大使館を攻撃したように、これらの残虐行為は中立国の大使館員にさえ及んだ。

## ハンガリー動乱
ハンガリー動乱に関する国際連盟の特別委員会報告（1957年）は以下のように報告している。
ソビエト軍戦車は攻撃を受けていると判断、あらゆる建物に無差別に砲撃を行った。
委員会は反撃がなかったにもかかわらず、「無防備な通行人を偶然、狙撃した」ことにブダの居住地域に迫撃砲、および火砲の砲撃が行われたという多数報告書を受け取った。多くの目撃者によれば、ソ連軍は店の外で行列を作っている人々に発砲、犠牲者の大部分が女性で子供たちであるとされている。

## ユーゴスラビア
1944年、ソビエト赤軍がユーゴスラビアの極小さな地域を通過したが、この時、ユーゴスラビア・パルチザンはソビエト赤軍が強姦や略奪を行うことによりパルチザンへの支持が弱まることを大きく懸念していた。強姦事件の内、少なくとも121件が後に文書化、その中の111件が殺人を含んでいた 。また、1,204件の略奪が文書化されている。ユーゴスラビア・パルチザンの指導者が赤軍の振る舞いへの強い不満を表明したことに対し、スターリンは「血と火と死の中を潜り抜けて数千Kmを進んだ兵士らが女性と楽しんだり、若干のつまらんものを奪いたくなるのが彼には理解できていない」と応じている。

## スロバキア
スロバキア共産党指導者ヴラジミール・クレメンティス（en）はスロバキアにおけるソビエト赤軍の振る舞いについてイワン・コーネフ元帥に不平を言った。コーネフはこれらは赤軍の逃亡兵が中心になって行っていると主張した。

## 満州・その他

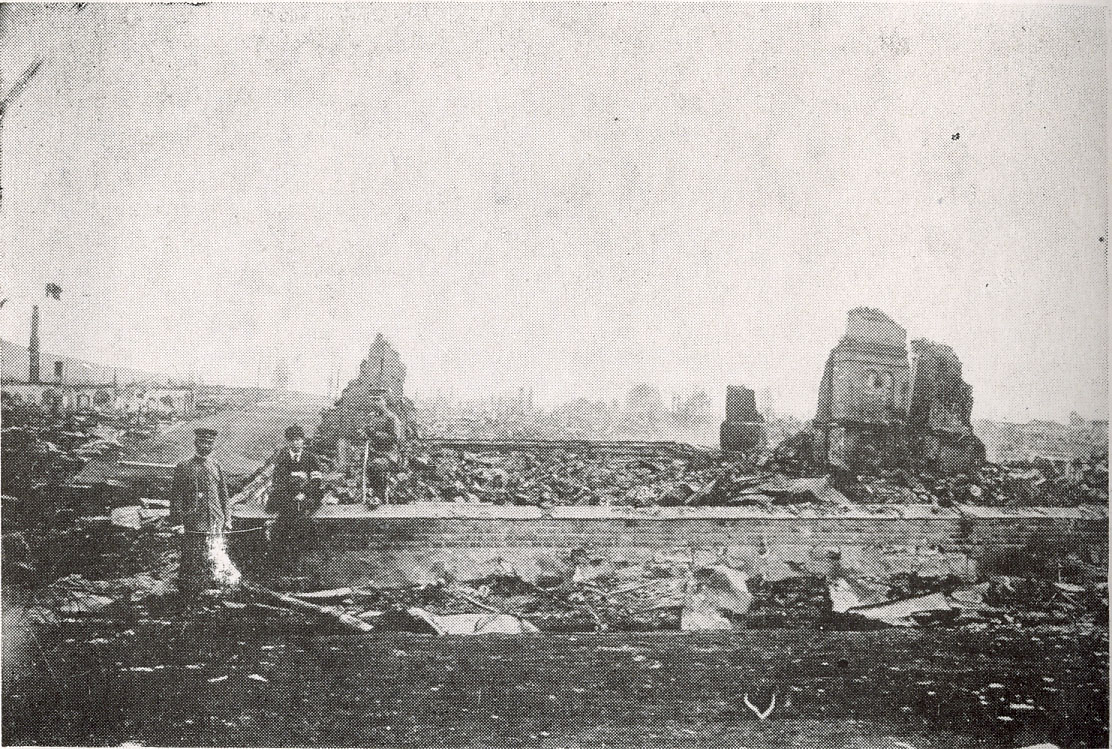
赤軍によって焼き払われたニコラエフスク（尼港事件）

1920年の尼港事件の際には赤軍によってニコラエフスクの住民の半数近くが殺戮され、その過程で日本人700余名も虐殺された。第二次世界大戦では、ソビエト赤軍によって多くの日本人避難民が虐殺された。1945年には婦女子1000名以上を2時間余りの間に虐殺した葛根廟事件が起きた。ソビエト赤軍兵士によって犯されたいくつかの強姦事件が記録されている（通化事件、敦化事件など）。黒川開拓団では開拓団員を守る代償に日本人女性を強姦した。

## 樺太
終戦後の1945年8月16日早朝、第365海軍歩兵大隊と第113狙撃旅団第2大隊が、艦砲射撃と海軍機の援護下で塔路港に上陸を開始、塔路の町も焼失。阿部庄松塔路町長らはソ連海軍歩兵との停戦交渉に向かったが、武装解除と住民の呼び戻しを要求されて人質に取られ、後に射殺された遺体となって発見された。上恵須取へ避難する民間人は、無差別な機銃掃射を受けて死傷者が続出した。上恵須取の町も8月17日午後に空襲を受けて焼失。8月20日の日本側時間午前6時頃（ソ連側記録によると午前7時半頃）、警備艦と敷設艦各1隻に護衛されたソ連軍船団が、霧の真岡に上陸を開始。日本軍は8月16日に郊外へ兵を引き上げ武装解除待ちの状態であり、市街地で攻撃目標にされたのは民間人だった。ソ連軍は町長以下町の重役たちを占領当日海岸に連行し銃殺。町長は重傷だったが辛くも生還することができたという。日本軍が派遣した停戦軍使らも射殺される異常事態であった。また、真岡近郊では裸の若い女性の遺体が転がっているのも目撃されており、真岡郵便電信局事件も発生。8月22日未明、知取町で停戦が成立していたにもかかわらず豊原も白昼に空襲を受けた。豊原駅には白旗が掲げられ、避難民があふれる広場の救護所には赤十字の対空標示があったが、何度も攻撃され100名以上が死亡、400戸が焼失。全ての民家の屋根には大きな白旗が取り付けられたがソビエト軍は猛爆撃を行った。同月22日にはソ連太平洋艦隊第一潜水艦艦隊所属のL-19とL-12の2隻の潜水艦が、避難民を乗せた引き揚げ船を雷撃し、1700名以上が殺害された（三船殉難事件）。国籍を秘した潜水艦は沈没した船から海に投げ出された人々に機銃掃射でとどめを刺した。民間人の死者は三船殉難を含め3,500-3,700人と推定されるが、正確な人数は不明 。

## 都市の略奪と破壊
多くのケースとして、ソビエト赤軍兵士は建物、村、都市に火を放ち、これを消火しようとした者を全て射殺した。例として1945年5月1日、デミンに於いて、ソビエト将兵は町の中心に火を放ち、住民が消火しようとするのを妨げた。市場周辺の歴史的建築物の内、教会の尖塔だけが延焼を逃れた 。赤軍の凶行の大部分は敵地と考えられている箇所だけで発生した。NKVDとソビエト赤軍将兵は1944年、1945年に時折、ポーランド内に於けるドイツの輸送列車を略奪した。
書類での命令は存在しないが、ソビエト赤軍の行動について記述された幾つかの文書が存在する。その内の一つはブダペストに於けるスイス公使館員によるもので、1945年、ソビエト赤軍がブダペストへ入場した時の事を記述している。それは以下の通り。
ブダペスト包囲戦の間とその翌週、ロシアの軍隊は町から自由に略奪を行った。彼らは豊か、貧しいことに関係なくほとんどの居住地へ入っていった。彼らは望んだもの全て、特に食料、衣類、貴重品を奪い、ありとあらゆるアパート、商店、銀行そのほかを数回、略奪した。持ち出すことのできない家具や大きな芸術品はしばしば破壊された。多くの場合、略奪の後、家には火を放たれ、そこには何も残らなかった。銀行の金庫は例外なく空に－イギリス、アメリカのでさえ－され、見つかったものは全て奪われた。
ソ連により任命された初代シャルロッテンブルク区長ヴァルター・キリアンはシャルロッテンブルク地域に於ける赤軍将兵の広範囲に及ぶ略奪を報告した。
個人、デパート、商店、アパート･･･全て闇雲に襲われた。
ソビエト占領地域に於いてドイツ社会主義統一党員はソビエト赤軍将兵による略奪、強姦がソ連に対して、また、将来の東ドイツに於ける社会主義体制に対してドイツ人が反発する可能性があるとスターリンに報告した。スターリンはこれに激怒、「私は赤軍の栄誉を辱める者を容赦しない」と答えた 。
そのため、全ての証拠－例えば略奪、強姦、放火された町、農場、写真、その他の文書等－はその後、東ドイツの全てのアーカイブから除去された。

## 戦争捕虜への処遇
ソ連はロシア帝国が調印していたハーグ陸戦条約の継続を拒否、1955年まで調印国になることを拒否していた。これは1919年－1921年のポーランド・ソビエト戦争において、ポーランド、ソ連双方における捕虜の野蛮な扱いが考慮されていた。さらにソ連は1929年－1955年の間、ジュネーブ条約に調印していなかった。従い、国際的圧力があったとしても赤軍は捕虜を虐げることができた。
1920年の尼港事件の際には投降した日本兵及び婦女子を一人残らず処刑した。
1941年、緊急着陸を行ったドイツ空軍のパイロットは捕獲された後、しばしば処刑され、拷問、四肢切断、および殺人はドイツ軍パイロットに対して頻繁に行われていた。1941年－1942年にかけての冬、ソビエト赤軍は毎月、約10,000名のドイツ将兵を捕虜としたが、死亡率が高く、捕虜の減少率（もしくは事務的に減らされた可能性もある）は高かった。ドイツ軍捕虜は戦後も解放されず、グラーグにおける劣悪な状況の下、1956年にいたるまで大多数が拘留された。ソ連軍の捕虜となったドイツ軍兵士の死亡率は35%と言われている。
ソ連の情報によれば、戦争で連行されたドイツ軍捕虜2,652,672名の内、474,967名の死亡をリスト化している。しかしロディガー・オバーマン博士はこれらは証明できないが、ソ連の拘留下で実際にはさらにドイツ軍将兵100万名が死亡したと考えている。

### トロイエンブリーツェンの虐殺
トロイエンブリーツェンの虐殺は赤軍が激しい戦いを行った後、トロイエンブリーツェンを占領した1945年4月末から5月最初の日の間に発生した。ソビエト赤軍は民間人約1,000名（大部分が男性）を集め、近くの森で処刑したが、この処刑は村に影響を及ぼし、ソビエト赤軍高級将校の殺害という報復が行われた。

## 映画
- 「ベルリン陥落1945（独 Eine Frau in Berlin）」においてベルリンにおける強姦事件のことが描かれており、これは「A Woman in Berlin」著 （Marta Hillers）を原作としている。ロシア国内では、ベルリンの戦いに参加した退役軍人を中心に批判された。